# 뒤통수 까기
뒤통수 까기(Coup De Tete, Hothead)는 프랑스에서 제작된 장 자크 아노 감독의 1979년 코미디, 드라마 영화이다. 파트릭 드베르 등이 주연으로 출연하였고 알렝 프와레 등이 제작에 참여하였다.

## 출연

### 주연
- 파트릭 드베르
- 코린 마르샹

### 조연
- 미첼 오몬트
- 모리스 베리어
- 파스칼 베네제크
- 장 부이스

## 제작진
- 의상: 코린느 조리